# Нуміції (рід)
Нуміції — заможний плебейський рід (нобілі) у Стародавньому Римі. Великої ваги у Республіці не мав. Його представники 1 раз були консулами. Здебільшого Нуміції були лідерами плебеїв у V—IV століттях до н. е.
Нуміцій, назва мосту в Остії, неподалік дороги Северіана. Побудовано представниками роду Нуміціїв.

## Найвідоміші Нуміції
- Тит Нуміцій Пріск, консул 469 року до н. е., воював з еквами, вольсками та сабінянами.
- Тиберій Нуміцій, народний трибун 320 року до н. е., уклав Кавдінський мир з самнітами, за що був виданий останнім.
- Гай Нуміцій, гастат 4-го легіону Римської армії, відзначився під час битви при Аускулі з Пірром Епірським (279 рік до н. е.)[1]